# Picromerus
Genre
Picromerus est un genre d'insectes du sous-ordre des hétéroptères (punaises).

## Aire de répartition

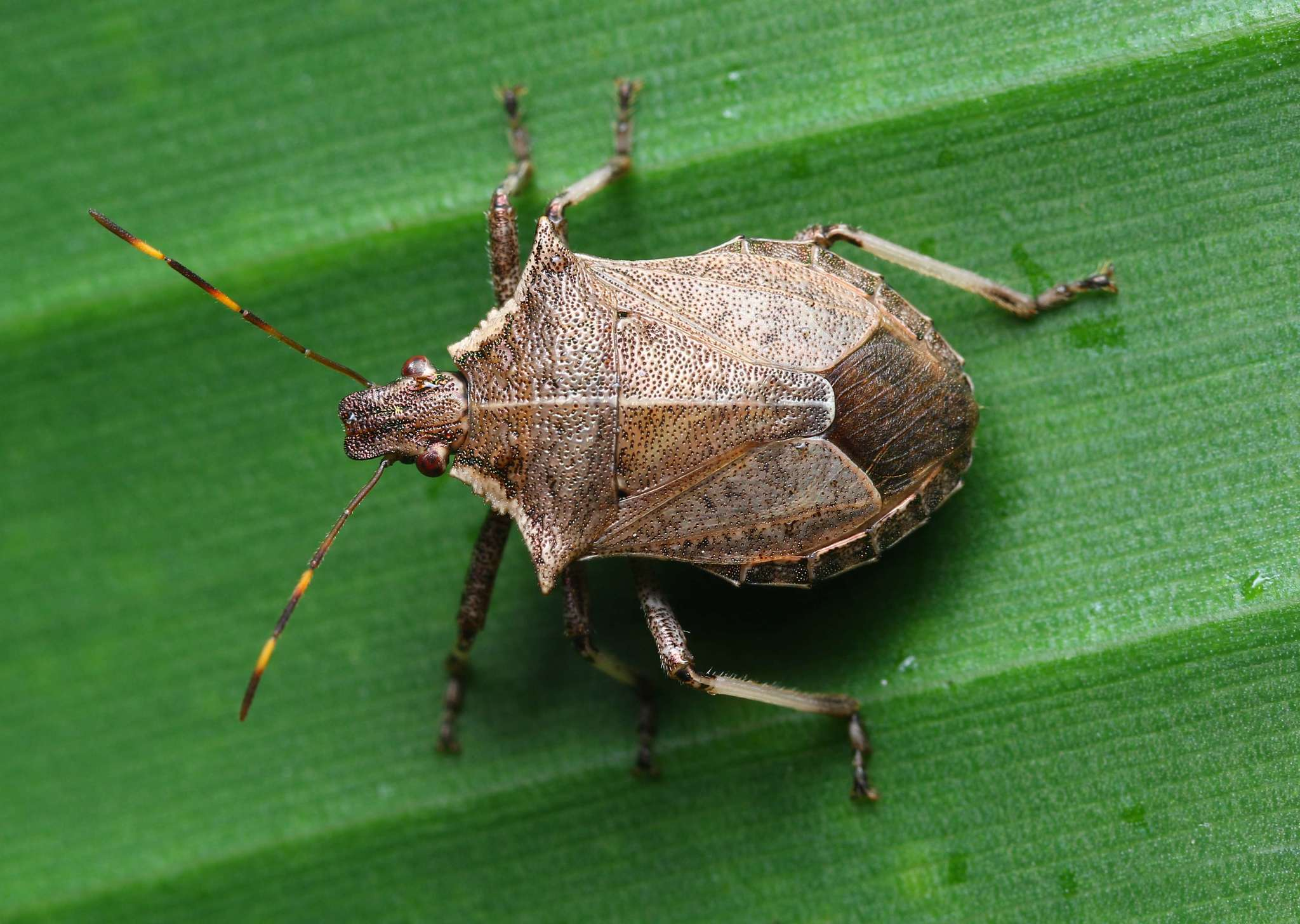
P. viridipunctatus, une espèce chinoise.

Le genre Picromerus comprend onze espèces toutes présentes dans l'hémisphère Nord. Seules trois espèces sont européennes: P. bidens, P. conformis et P. nigridens,. P. bidens est la seule espèce présente en Amérique du Nord, et se serait introduite par l'importation de produits horticoles,.

## Classification
Le genre Picromerus est décrit pour la première fois par les entomologistes français Charles Jean-Baptiste Amyot et Jean Guillaume Audinet-Serville en 1843.
L'espèce-type est Picromerus bidens (Linnaeus, 1758), désignée par l'entomologiste anglais George Willis Kirkaldy en 1903.
Ce genre serait apparenté au genre Andrallus Bergroth, 1906.

### Publication originale
- Publication originale : Charles Jean-Baptiste Amyot et Jean Guillaume Audinet-Serville, Histoire naturelle des insectes. Hémiptères, Librairie encyclopédique de Roret, Paris, 1843, 67 p. (lire en ligne), p. 84

### Liste des espèces
- Picromerus bidens (Linnaeus, 1758) - pentatome à deux dents
- Picromerus brachypterus Ahmad & Önder, 1990
- Picromerus conformis (Herrich-Schäffer, 1841)
- Picromerus elevatus Zhao, Liu & Bu, 2013
- Picromerus fasciaticeps Zheng & Liu, 1987
- Picromerus griseus (Dallas, 1851)
- Picromerus lewisi Scott, 1874
- Picromerus nigridens (Fabricius, 1803)
- Picromerus orientalis Rishi & Abbasi, 1973
- Picromerus pseudobidens Ahmad & Önder, 1990
- Picromerus viridipunctatus Yang, 1935